# Maik Zirbes
Maik Zirbes, né le 29 janvier 1990 à Traben-Trarbach, en Allemagne, est un joueur allemand de basket-ball, évoluant au poste de pivot.

## Carrière
Il commence sa carrière sportive par le football avant d’opter pour le basket-ball à l'âge de 12 ans.
Zirbes commence sa carrière professionnelle avec TBB Trier dans la Bundesliga en 2009, avant de se joindre à Brose Baskets en 2012.
En août 2014, Zirbes signe un contrat de deux ans avec l'Étoile rouge de Belgrade où il remplace Raško Katić,.
Au niveau international, il représente l’équipe nationale allemande depuis 2009. Il a participé au championnat d’Europe de basket-ball 2013.
En mars 2016, il est choisi dans le meilleur cinq de la saison régulière 2015-2016 en Ligue adriatique avec Miro Bilan le MVP de la saison régulière, Tadija Dragićević, Timothé Luwawu et Jacob Pullen.
Zirbes rejoint le Maccabi Tel-Aviv lors de l'intersaison 2016-2017 mais, en janvier 2017, il est prêté au Bayern Munich.
En septembre 2021, Zirbes est recruté par l'Étoile rouge de Belgrade pour un contrat qui court jusqu'à fin décembre 2021.

## Palmarès
- Vainqueur de la coupe de Serbie 2015 et 2022